# Леканора
Леканора (Lecanora) — рід лишайників родини Lecanoraceae. Назва вперше опублікована 1809 року.

## Будова

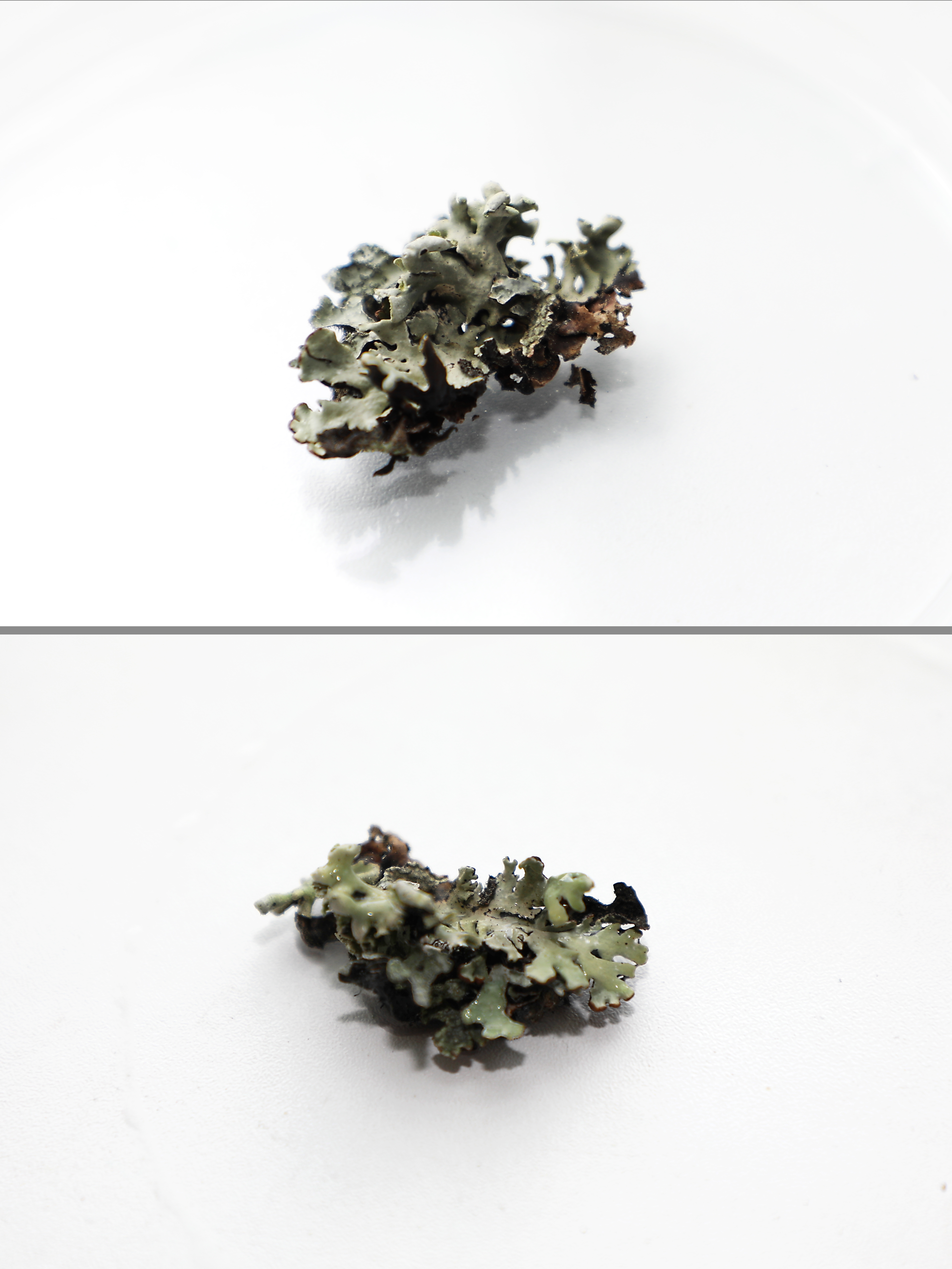
Леканора

Слань одноманітна накипна, гладенька, зерниста або бородавчастеа, суцільна або ареольована до розсіяної у вигляді окремих горбків або лусочок, нерідко непомітна. Прикріплюється до субстрату гіфами підслані або серцевинного шару. Слань гетеромірна. Верхній кірковий шар зазвичай добре розвинений. Апотеції сидячі, з плоске або опукле, зрідка із злегка увігнутим диском, зазвичай оточеними слоєвіщним краєм, нерідко пізніше зникає. Іноді навколо диска, крім таломного, утворюється і власний край. Гіпотецій безбарвний або слабо забарвлений. Сумки з 8 (рідко 16-32) спорами. Спори одноклітинні, безбарвні, або майже веретеноподібні, прямі, з тонкою оболонкою. Пікноконідії ниткоподібні, прямі або зігнуті.

## Поширення та середовище існування
Виростає на різних субстратах; 
В Україні Леканора Реутера занесена до третього видання Червоної книги України (2009 р.).

## Галерея

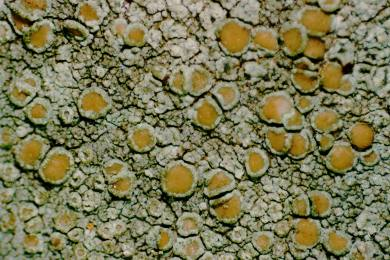
Lecanora strobilina
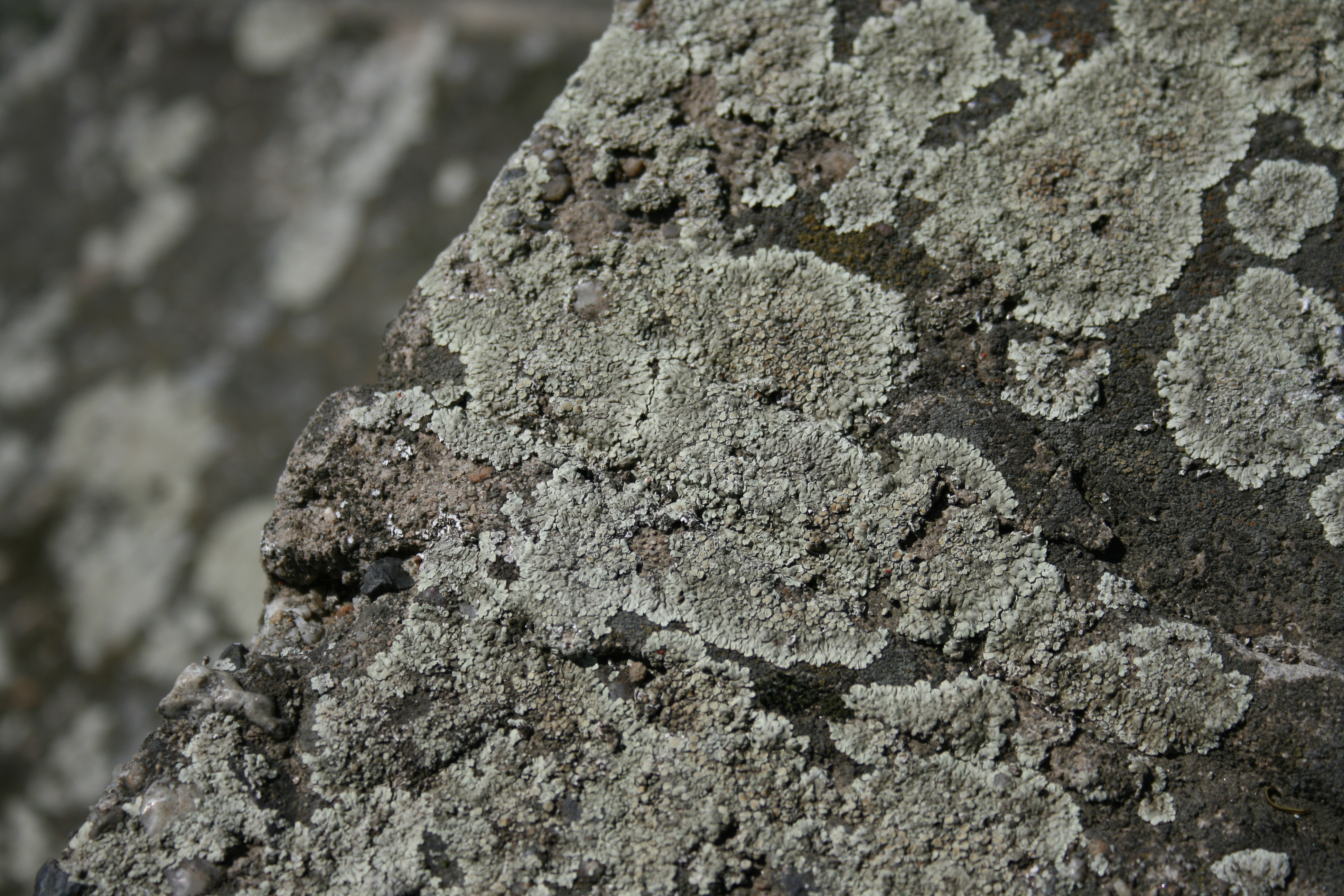
Lecanora muralis
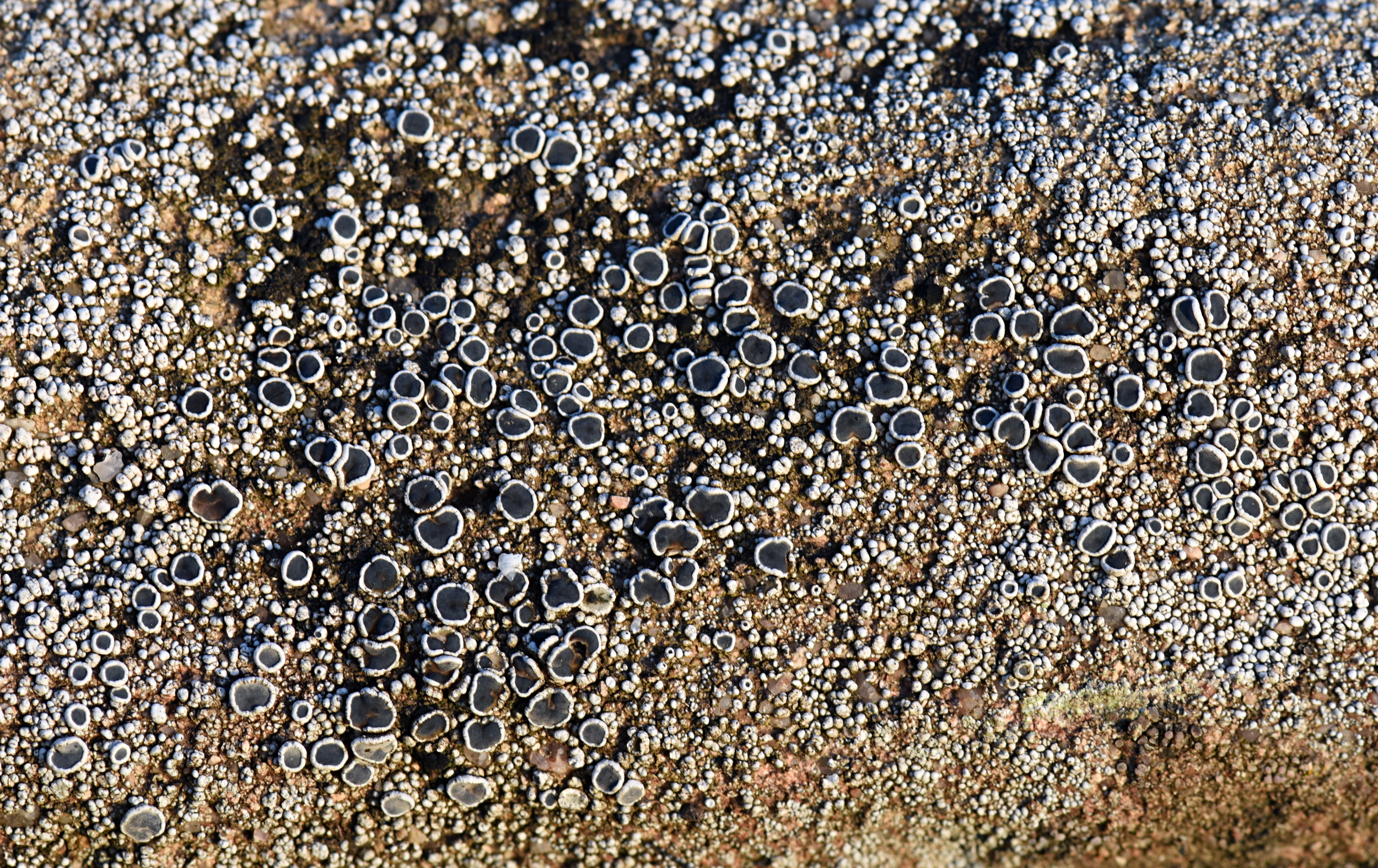
Lecanora з Каліфорнії
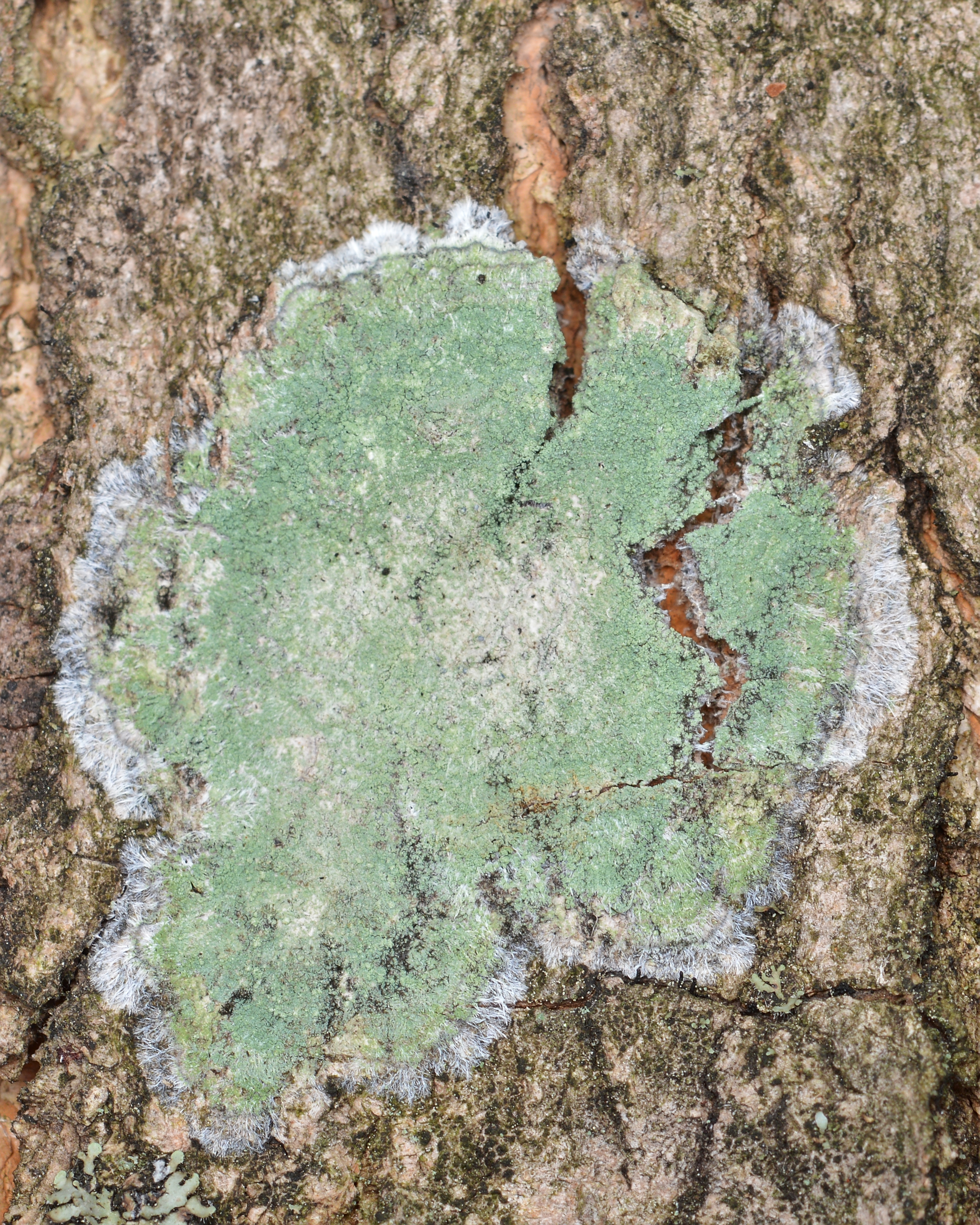
Lecanora thysanophora